# Liste der Herrscher namens Boleslaw
Boleslaw hießen folgende Herrscher:

## Boleslaw
- Bolesław der Vergessene, vermuteter polnischer Herzog der Piasten, (reg. ca. 1034 – 1038)
- Bolesław (Dobrin) (ca. 1303 – ca. 1328), Herzog der kujawischen Piasten.
- Boleslaw (Beuthen), Herzog von Beuthen und Cosel († 1355)

## Boleslaw I.
- Bolesław I. (Polen), „Bolesław Chrobry“ = „B. der Tapfere“ (966–1025), Herzog (ab 992), König (1024–1025)
- Boleslaw I. (Schlesien), Herzog (1163–1201)
- Bolesław I. (Masowien), Herzog († 1248)
- Boleslaw I. (Schweidnitz), Herzog (1278–1301)
- Boleslaw I. (Oppeln), Herzog (1281/82–1313)
- Boleslaw I. (Teschen), Herzog (1410–1431)
- Boleslav I. (Böhmen), „Boleslav Ukrutný“ = „B. der Grausame“, Fürst (915–967)

## Boleslaw II.
- Bolesław II. (Polen), „Bolesław Śmiały“ = „B. der Kühne“, König (1042–1081)
- Boleslaw II. (Schlesien), Herzog (1217–1278)
- Bolesław II. (Masowien), Herzog (1289–1302)
- Boleslaw II. (Oppeln), Herzog (1313–1356)
- Bolesław Georg II. (1308–1340)
- Boleslaw II. (Münsterberg), Herzog († 1341)
- Boleslaw II. (Beuthen-Cosel), Herzog († 1355)
- Boleslaw I. (Oppeln-Falkenberg), Herzog (1313–1362/65)
- Boleslaw II. (Schweidnitz), Herzog (1326–1368)
- Boleslaus II. (Teschen), Herzog († 1452)
- Boleslav II. (Böhmen), „Boleslav Pobožný“ = „B. der Fromme“, Fürst (920–999)

## Boleslaw III.
- Bolesław III. Schiefmund, Herzog (1086–1138)
- Bolesław III. (Płock), Herzog in Masowien († 1351)
- Bolesław III. (Schlesien), Herzog (1291–1352)
- Boleslaw III. (Oppeln), Herzog († 1382)
- Boleslaw III. (Münsterberg), Herzog (1358–1410)
- Boleslav III. (Böhmen), Fürst († 1037)

## Boleslaw IV.
- Bolesław IV. (Polen), Herzog von Masowien und Polen (1146–1173)
- Boleslaw IV. (Oppeln), Herzog (1401–1437)
- Bolesław IV. (Warschau) (* um 1421; † 1454), Herzog in Masowien

## Boleslaw V.
- Bolesław V. (Polen), Bolesław Wstydliwy (Bolesław der Schamhafte), Herzog von Polen (1226–1279)
- Boleslaw V. (Oppeln), Herzog (1437–1460)
- Bolesław V. (Warschau) (* 1453; † 1488), Herzog in Masowien

## Boleslaw VI.
- Bolesław VI. der Fromme, (poln.: Bolesław Pobożny), Herzog von Großpolen (1224/27–1279)